# Slovensko državno prvenstvo v smučarskih skokih
Slovensko državno prvenstvo v smučarskih skokih je vsakoletno tekmovanje, ki poteka po koncu sezone svetovnega pokala vse od sezone 1991/92. Od sezone 2002/03 poteka tudi za ženske.

## Po sezonah

### Moški
| Sezona  | Prizorišče                | Skakalnica                                    | Zmagovalec                                 | Ekipno                                                                     |
| ------- | ------------------------- | --------------------------------------------- | ------------------------------------------ | -------------------------------------------------------------------------- |
| 1991/92 | Planica                   | Skakalnica Stano Pelan Bloudkova velikanka    | Franci Petek (sr.) Matjaž Zupan (vel.)     |                                                                            |
| 1992/93 | Planica                   | Skakalnica Stano Pelan Bloudkova velikanka    | Franci Petek (sr.) Urban Franc (vel.)      | SSK Ilirija (Samo Gostiša, Goran Janus, Matjaž Kladnik, Damjan Fras)       |
| 1993/94 | Planica                   | Skakalnica Stano Pelan Bloudkova velikanka    | Matjaž Kladnik (sr.) Matjaž Kladnik (vel.) | SSK Ilirija (Damjan Fras, Samo Gostiša, Goran Janus, Matjaž Kladnik)       |
| 1994/95 | Planica                   | Skakalnica Stano Pelan Bloudkova velikanka    | Samo Gostiša (sr.) Jaka Grosar (vel.)      | SSK Ilirija (Jure Radelj, Damjan Fras, Matjaž Kladnik, Samo Gostiša)       |
| 1995/96 | Planica                   | Skakalnica Stano Pelan Bloudkova velikanka    | Primož Peterka (sr.) Jure Radelj (vel.)    | SK Triglav (Matjaž Zupan, Sašo Komovec, Primož Peterka, Urban Franc)       |
| 1996/97 | Mislinja Planica          | Dr. Stanko Stoporko Bloudkova velikanka       | Primož Peterka (sr.) Primož Peterka (vel.) | SK Triglav (Primož Peterka, Uroš Peterka, Urban Franc, Bine Norčič)        |
| 1997/98 | Planica                   | Bloudkova velikanka                           | Primož Peterka                             | SK Triglav (Urban Franc, Miha Rihtar, Milan Živic, Primož Peterka)         |
| 1998/99 | Mislinja Planica          | Dr. Stanko Stoporko Bloudkova velikanka       | Miha Rihtar (sr.) Primož Peterka (vel.)    | SK Triglav (Bine Norčič, Primož Zupan Urh, Miha Rihtar, Primož Peterka)    |
| 1999/00 | Planica                   | Skakalnica Stano Pelan Bloudkova velikanka    | Damjan Fras (sr.) Peter Žonta (vel.)       | SSK Ilirija (Grega Podržaj, Jure Radelj, Blaž Vrhovnik, Damjan Fras)       |
| 2000/01 | Planica                   | Skakalnica Stano Pelan                        | Rok Benkovič/Bine Zupan                    | SK Triglav (Primož Peterka, Gašper Čavlovič, Robert Kranjec, Bine Zupan)   |
| 2001/02 | Planica                   | Skakalnica Stano Pelan                        | Robert Kranjec                             | /                                                                          |
| 2002/03 | Ljubno ob Savinji         | Skakalni center Savina                        | Primož Peterka                             | SK Triglav (Robert Kranjec, Bine Norčič, Rok Urbanc, Primož Peterka)       |
| 2003/04 | Ljubno ob Savinji Planica | Skakalni center Savina Skakalnica Stano Pelan | Gorazd Robnik (sr.) Robert Kranjec (vel.)  | SK Triglav (Matevž Šparovec, Primož Zupan, Robert Kranjec, Primož Peterka) |
| 2004/05 | Kranj                     | Bauhenk                                       | Jernej Damjan                              | SK Triglav (Bine Zupan, Jure Bogataj, Robert Kranjec, Rok Urbanc)          |
| 2005/06 | Kranj                     | Bauhenk                                       | Rok Benkovič                               | SK Triglav (Bine Zupan, Robert Kranjec, Rok Urbanc, Primož Peterka)        |
| 2006/07 | Planica                   | Skakalnica Stano Pelan                        | Jernej Damjan                              | SSK Ilirija (Tim Babnik, Jure Radelj, Anže Damjan, Jernej Damjan)          |
| 2007/08 | Kranj                     | Bauhenk                                       | Robert Kranjec                             | SSK Ilirija (Tim Babnik, Matic Kramaršič, Jure Šinkovec, Jernej Damjan)    |
| 2008/09 | Kranj                     | Bauhenk                                       | Robert Kranjec                             | SSK Ilirija (Anže Damjan, Matic Kramaršič, Jure Šinkovec, Jernej Damjan)   |
| 2009/10 | Kranj                     | Bauhenk                                       | Robert Kranjec                             | SK Triglav (Matej Dobovšek, Rok Urbanc, Peter Prevc, Robert Kranjec)       |
| 2010/11 | Kranj                     | Bauhenk                                       | Dejan Judež                                | SK Triglav (Matej Dobovšek, Rok Urbanc, Peter Prevc, Dejan Judež)          |
| 2011/12 | Kranj                     | Bauhenk                                       | Peter Prevc                                | SK Triglav (Rok Urbanc, Nejc Dežman, Dejan Judež, Robert Kranjec)          |
| 2012/13 | Kranj                     | Bauhenk                                       | Peter Prevc                                | SK Triglav (Cene Prevc, Nejc Dežman, Rok Urbanc, Peter Prevc)              |
| 2013/14 | Planica                   | Bloudkova velikanka                           | Peter Prevc                                | SK Triglav (Cene Prevc, Nejc Dežman, Dejan Judež, Peter Prevc)             |
| 2014/15 | Kranj                     | Bauhenk                                       | Peter Prevc                                | SK Triglav (Robert Kranjec, Cene Prevc, Nejc Dežman, Peter Prevc)          |
| 2015/16 | Planica (vel.)            | Bloudkova velikanka                           | Peter Prevc                                | SK Triglav (Žiga Jelar, Cene Prevc, Domen Prevc, Peter Prevc)              |
| 2015/16 | Kranj (sr.)               | Bauhenk                                       | Domen Prevc                                |                                                                            |
| 2016/17 | Planica                   | Bloudkova velikanka                           | Jernej Damjan                              | SK Triglav (Žiga Jelar, Nejc Dežman, Cene Prevc, Domen Prevc)              |
| 2017/18 | Planica                   | Bloudkova velikanka                           | Timi Zajc                                  | SK Triglav (Žiga Jelar, Peter Prevc, Nejc Dežman, Domen Prevc)             |
| 2018/19 | Planica                   | Bloudkova velikanka                           | Timi Zajc                                  | SSK Ljubno (Žak Mogel, Matevž Samec, Timi Zajc, Medard Brezovnik)          |
| 2019/20 | Planica                   | Bloudkova velikanka                           | Anže Lanišek                               | SK Triglav (Cene Prevc, Žiga Jelar, Domen Prevc, Peter Prevc)              |
| 2020/21 | Planica                   | Bloudkova velikanka                           | Anže Lanišek                               | SK Triglav (Peter Prevc, Mark Hafnar, Domen Prevc, Cene Prevc)             |
| 2021/22 | Planica                   | Bloudkova velikanka                           | Timi Zajc                                  | SK Triglav (Mark Hafnar, Žiga Jelar, Cene Prevc, Peter Prevc)              |
| 2022/23 | Planica                   | Bloudkova velikanka                           | Anže Lanišek                               | SK Triglav (Žiga Jelar, Domen Prevc, Peter Prevc, Mark Hafnar)             |
| 2023/24 | Planica                   | Bloudkova velikanka                           | Lovro Kos                                  | SSK Ilirija (Maksim Bartolj, Matija Vidic, Rok Masle, Lovro Kos)           |
| 2024/25 | Planica                   | Bloudkova velikanka                           | Anže Lanišek                               | SSK Ilirija (Maksim Bartolj, Matija Vidic, Rok Masle, Lovro Kos)           |

### Ženske
| Sezona  | Prizorišče     | Skakalnica          | Zmagovalka      |
| ------- | -------------- | ------------------- | --------------- |
| 2002/03 |                |                     | Monika Pogladič |
| 2004/05 |                |                     | Monika Pogladič |
| 2005/06 |                |                     | Maja Vtič       |
| 2007/08 | Kranj          | Bauhenk             | Maja Vtič       |
| 2008/09 | Kranj          | Bauhenk             | Maja Vtič       |
| 2009/10 | Kranj          | Bauhenk             | Eva Logar       |
| 2010/11 | Kranj          | Bauhenk             | Maja Vtič       |
| 2011/12 | Kranj          | Bauhenk             | Katja Požun     |
| 2012/13 | Kranj          | Bauhenk             | Eva Logar       |
| 2013/14 | Planica        | Bloudkova velikanka | Katja Požun     |
| 2014/15 | Kranj          | Bauhenk             | Špela Rogelj    |
| 2015/16 | Planica (vel.) | Bloudkova velikanka | Ema Klinec      |
| 2015/16 | Kranj (sr.)    | Bauhenk             | Maja Vtič       |
| 2016/17 | Planica        | Bloudkova velikanka | Maja Vtič       |
| 2017/18 | Planica        | Bloudkova velikanka | Ema Klinec      |
| 2018/19 | Planica        | Bloudkova velikanka | Urša Bogataj    |
| 2019/20 | Planica        | Bloudkova velikanka | Ema Klinec      |
| 2020/21 | Planica        | Bloudkova velikanka | Nika Križnar    |
| 2021/22 | Planica        | Bloudkova velikanka | Urša Bogataj    |
| 2022/23 | Planica        | Bloudkova velikanka | Nika Križnar    |
| 2023/24 | Planica        | Bloudkova velikanka | Nika Prevc      |
| 2024/25 | Planica        | Bloudkova velikanka | Nika Prevc      |